# Irene de Peyré
Irene Molina Oliveros de Peyré, besser bekannt als Irene Oliveros de Peyré bzw. Irene de Peyré (* 20. Oktober 1873 in Santa Rosa; † 28. Juni 1968 in Guatemala-Stadt), war eine guatemaltekische Lehrerin und Frauenrechtsaktivistin. Neben anderen Organisationen gründete sie die Alianza Francesa de Guatemala und das Liceo Francés. Für ihre Verdienste um die Nation wurde sie mit dem Orden vom Quetzal ausgezeichnet. Außerdem erhielt sie den Orden de las Palmas Académicas und die Ehrenlegion der französischen Regierung.

## Leben
Irene Molina Oliveros wurde als Tochter von Rafael G. Molina und Juana Oliveros geboren. Sie studierte an der Lehrerbildungsanstalt Instituto Normal Central para Señoritas Belén. 1920 gründete sie mit Unterstützung des französischen Botschafters in Guatemala die Alianza Francesa de Guatemala / Alliance Française de Guatemala, um die französische Kultur und den Austausch zu fördern, und 1921 die Mädchenschule Liceo Francés / Lycée Française, um das Lernen in diesem Feld zu unterstützen. Außerdem gründete sie 1922 die Sociedad Protectora del Niño und 1925 die Escuela de Artes y Oficios para Señoritas.
1930 war sie Delegierte Guatemalas in der Comisión Interamericana de Mujeres der Unión Panamericana, die damals an einer Ausarbeitung zur Bewertung der Auswirkungen der Ehe auf die Staatsbürgerschaft der Frauen beteiligt war.
1944 schloss sich Peyré mit einer Gruppe von Frauen wie Angelina Acuña, Gloria Menéndez Mina, Elisa Hall de Asturias und Graciela Quan zusammen, um die  die Unión Femenina Guatemalteca Pro-ciudadanía (UFGP) („Union der guatemaltekischen Frauen für Staatsbürgerschaft“), die sich für die Anerkennung ihrer Bürgerrechte, einschließlich des Wahlrechts für Frauen, einsetzte. Nach dem Staatsstreich in Guatemala 1944 gewährte die am 1. März 1945 verkündete neue Verfassung allen gebildeten Bürgern, auch den Frauen, das Wahlrecht.
Als die Jesuiten 1951 aufgrund der religionsfeindlichen Schulpolitik der Regierung keine Schule gründen konnten, holte Peyré sie an das Liceo Francés, das damit eine Abteilung für Jungen gründen konnte. Die Schule wurde 1952 als Liceo Francés Sección de Varones eröffnet und Mitte der 1950er Jahre in Liceo Javier umbenannt.
Peyré war 1955 Kandidatin für die erste Wahl zur „Frau des Jahres“ in Guatemala und wurde 1958 für ihre Verdienste um das Land mit dem Orden vom Quetzal ausgezeichnet. Außerdem erhielt sie den Orden de las Palmas Académicas und die Ehrenlegion der französischen Regierung.
Peyré starb 1968 in Guatemala-Stadt.